# 拉特加爾計畫區

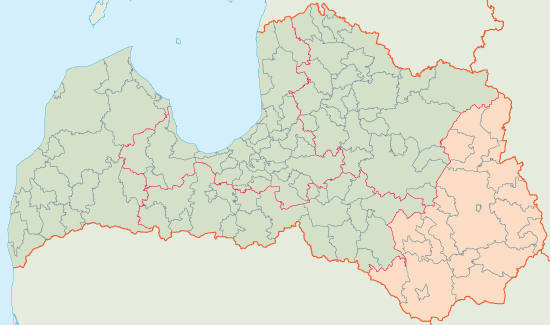
拉特加爾計畫區於拉脫維亞的位置

拉特加爾計畫區(拉脫維亞語: Latgales plānošanas reģions)，是拉脫維亞的五個計畫區之一，位於該國東部。面積14,549 km²，人口數304,032，人口密度約20.9人/km²。最大城市為陶格夫匹爾斯。

## 外部連結
- 拉特加爾計畫區 （页面存档备份，存于）